# НЛО-релігія

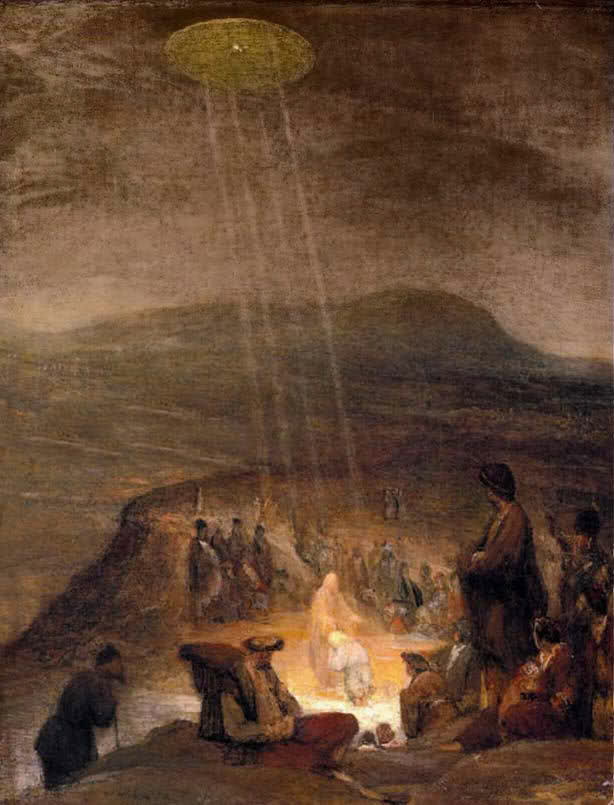
Незвичайна сцена хрещення Христа, що може трактуватися як зображення інопланетного апарата, картина Арта де Ґелдера 1710 р.

НЛО-релігія — неофіційний термін, що використовується для опису такого типу релігії, де НЛО та їхні гадані пасажири мають загальновизнане священне значення.

## Характерні риси
НЛО-релігіям часто властиве ототожнення інопланетян з богами чи їхніми посланцями, які прибувають на Землю, щоб навчити чи врятувати людей. НЛО-релігії вбачають у інопланетянах, які керують НЛО, джерело священного знання, що допоможе людям досягнути добробуту, рівності, справедливості тощо. Тому представники таких релігій шукають контакту з інопланетянами: особистого чи за посередництва священнослужителів. НЛО також інтерпретуються давніми світовими релігіями як посланці добрих або злих надприродних сил.

## Оформлення
З 1950-х років зросла кількість людей, які стверджували, що спілкувалися з інопланетянами. Оформлення уфології як спроб науково дослідити феномен НЛО та справжні урядові програми з досліджень НЛО та пошуку позаземного розуму в 1970-1980-і роки дали поштовх розвитку НЛО-релігій як «доведених» практик. Утім, їхні витоки можна знайти в таких ученнях як теософія, містичних рухах 1930-х і фантастичній літературі XVIII—XIX століть, як книги Еммануїла Сведенборга. НЛО-релігії спершу виникли в таких країнах, як Сполучені Штати, Канада, Франція, Велика Британія та Японія, оскільки вони були достатньо технологічно розвинені, щоб сформувати культурний контекст сприйняття НЛО як апаратів інопланетян.

## Відомі представники

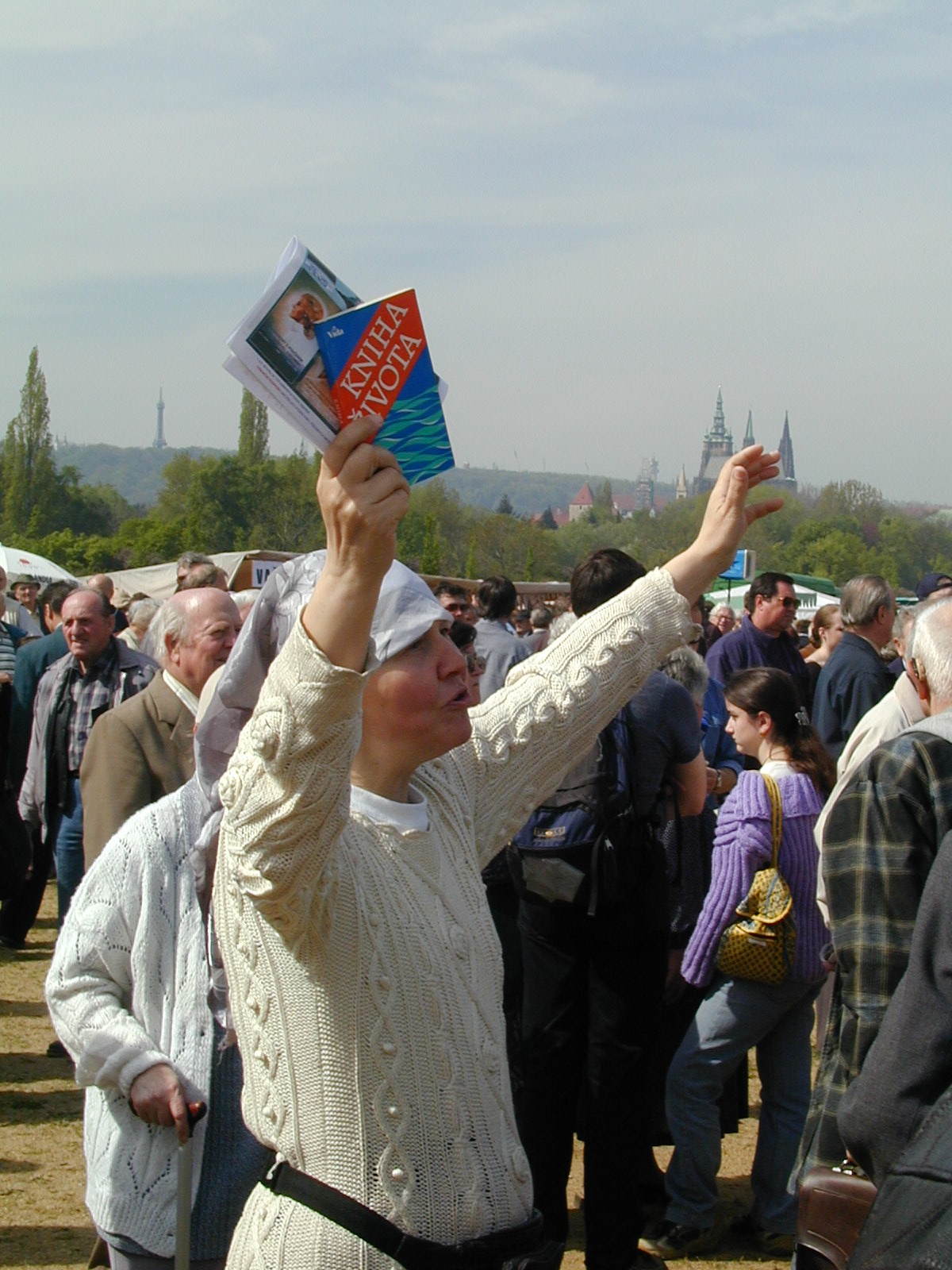
Представники Всесвітніх людей

- Представники Всесвітніх людейТовариство Етерія — засноване в Британії Джорджем Кінгом у середині 1950-х, поєднуючи ідеї індуїзму, буддизму та християнства. Ця релігійна течія плюралістична, стверджує про рівність усіх релігій і людей перед Богом. Прибульці з космосу називаються «космічними майстрами» та посланцями Бога[5]. Назва походить від імені «космічного майстра» Етерія, з яким Кінг нібито контактував у 1954 році[6]. Ісус Христос зараховується товариством до «космічних майстрів», з яким Кінг, як він стверджував, зустрівся в 1958 році[7].
- Саєнтологія — релігійно-філософське вчення та релігійний рух, заснований американським письменником-фантастом Роном Габбардом у 1950-х роках. Саєнтологія позиціонує себе як «наукову істину», але інституційного наукового базису не має[8]. Цей рух стверджує про безсмертя душі та психологічні наслідки попередніх життів на наступні. Іноді йому приписується віра в інопланетянина Зену, що спричинив появу на Землі людей, хоча офіційна Церква саєнтології заперечує такий елемент свого вчення[9].
- Академія УАМРН (Універсальне артикулюване міжвимірне розуміння науки) — група, заснована в 1954 році в Лос-Анджелесі, Каліфорнія, подружжям Норманів[10]. Вчення УАМРН покладається на «фізику четвертого виміру та інші наукові принципи» задля «розблокування досвіду минулих життів» за прикладом певних високорозвинених істот[11].
- Церква НедоМудреця — пародійна релігія, заснована в США в 1970-х роках Івеном Стенгом (офіційно Дж. Р. «Бобом» Доббсом). Церква обігрує популярні ідеї про НЛО, таємні урядові бази та теорії змови[12][13].
- Небесні Врата — релігійний рух, заснований в США у 1970-і. Центральною ідею руху було те, що тіло є «вмістилищем для душі» чи «транспортом», і після смерті в одному тілі, душа опиняється в іншому[14][15]. Вчення просувало думку, що боги різних релігій — це злі інопланетяни, що перешкоджають спілкуванню зі справжнім Богом[16]. Інопланетний апарат добрих інопланетян, на переконання послідовників, повинен був забрати їх для переведення на «вищий рівень» існування[14][15]. В 1997 році рух організував масове самогубство[17].
- Раеліти — рух, заснований у Женеві в 1973 році, прибічники якого вірять в покровительство інопланетян елогімів. Раеліти заперечують існування надприродних сил, але стверджують про необхідність контактів з елогімами та досягнення їхнього рівня розвитку, зокрема через вдосконалення технологій. Ісус, Магомет, Будда визнаються посланцями інопланетян[18].
- Всесвітні люди — чеська та словацька релігія, заснована в 1990-х роках і зосереджена на вірі в існуванні позаземних цивілізацій, які спілкуються з засновницею релігії Іво Бендою та іншими контактерами. Вчення Всесвітніх людей включає елементи уфології, християнства й теорій змови. Спершу релігії були властиві апокаліптичні ідеї про загибель світу та порятунок окремих людей доброзичливими інопланетянами. Пізніше чільною стала тема захисту Землі від злих інопланетних «ящерів»[19].

## НЛО та інопланетяни в інших релігіях

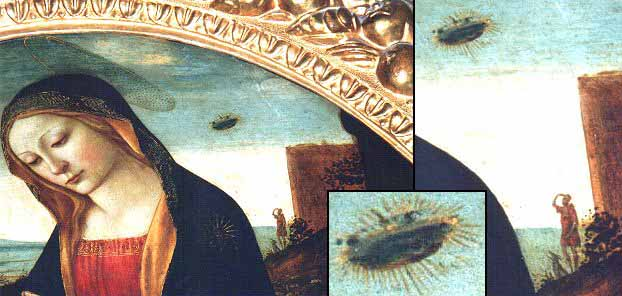
«НЛО» на картині Арканжело Ді Якопо Дель Селлайо, XV ст.

В цілому віра в існування інопланетян близька до віри в Бога, богів або інші надприродні сили. Люди, що не зараховують себе до якоїсь із релігій, в середньому більше вірять в інопланетян, знаходячи в цій вірі підтвердження своєї значущості для світу. Загалом у кожній світовій релігії існує частка прихильників ідеї про реальність інопланетян, однак офіційні позиції різняться. В релігійному мистецтві трапляються зображення об'єктів, які можна ототожнити з НЛО, як-от різноманітні кільця чи диски в небі. Проте зазвичай вони мають символічне значення, наприклад, є скупченням янголів, і їх не слід розуміти як буквальні відтворення подій.
Буддизм та індуїзм багатьма дослідниками релігій вважаються найбільш толерантним до ідеї про позаземне розумне життя. Буддійська та індуїстська космологія допускає існування численних реальностей, які мають своє (і в тому числі розвиненіше за земне) населення.
Католицизм не заперечує можливості існування інопланетян, хоча оцінки їхньої суті різняться. Вони можуть трактуватися і як істоти, рівні людям, і як демони, або ж просто хибні уявлення.
Мормонізм стверджує, що Бог-Отець створив різні планети, на яких також живуть люди чи подібні істоти, і вони, як і земляни, підпадають під Божий план спасіння.
У Вченні Вознесених Владик — групі релігій, заснованих на теософії, в яких стверджується про вдосконалення людей шляхом реінкарнацій, що веде до перетворення на ближчих до Бога Вознесених Владик. З 1993 року там виникло уявлення про Владику Аштара, командира космічного флоту назвою «Галактична команда Аштара», що діє поблизу Землі.
Серед мусульман поширене уявлення, що НЛО та інопланетяни є джинами. Лідер афроамериканської Нації Ісламу, що поєднує елементи ісламу та християнства, стверджував, що в 1985 році його перенесли в НЛО, назване Колесо Матері.
Художник і езотерик Бенджамін Крем з організації Міжнародної взаємодопомоги, розповідав, що постать Христа, яку він називав Майтрея, перебуває в телепатичному контакті з НЛО, а «космічні брати» людей живуть на ефірних площинах Венери, Марса та Юпітера і відвідують Землю в літаючих тарілках.